# Lagartinho-de-crista-do-espinhaço
Eurolophosaurus nanuzae é uma espécie de réptil da família Tropiduridae conhecida também como lagartinho-de-crista-do-espinhaço. Endêmica do Brasil, onde pode ser encontrada nos campos rupestres da Serra do Espinhaço. Alimenta-se preferencialmente de formigas e cupins. A sua maior ameaça é a degradação do seu hábitat devido à ação mineradora de extração de quartzo e granito, a expansão das plantações de eucalipto que avançam em ritmo acelerado e a pecuária na região.   

## Características físicas
O lagartinho-de-crista-do-espinhaço é um lagarto de pequeno porte, com tamanho corporal de 32-60mm de comprimento entre o rostro e a cloaca. Esse tamanho varia pouco em relação às localidades e ao sexo do animal . Apresenta uma crista dorsal como sua característica mais marcante e um corpo escamoso típico de répteis .
Quanto à coloração, o ventre é acinzentado e a lateral do dorso contém faixas pretas com colorações disruptivas na região dos olhos  que auxiliam a evitar a detecção por predadores.
Possui hábitos diurnos e a capacidade de autotomia caudal, ou seja, a capacidade de se separar da cauda como resposta voluntária para escapar da predação .
A temperatura corporal entre fêmeas e machos é semelhante, sendo acima de 12ºC e está relacionada às condições ambientais. Por habitarem uma região rochosa, a temperatura corporal varia de acordo com a temperatura do substrato, que é a principal fonte de calor desses lagartos .

## Distribuição e habitat

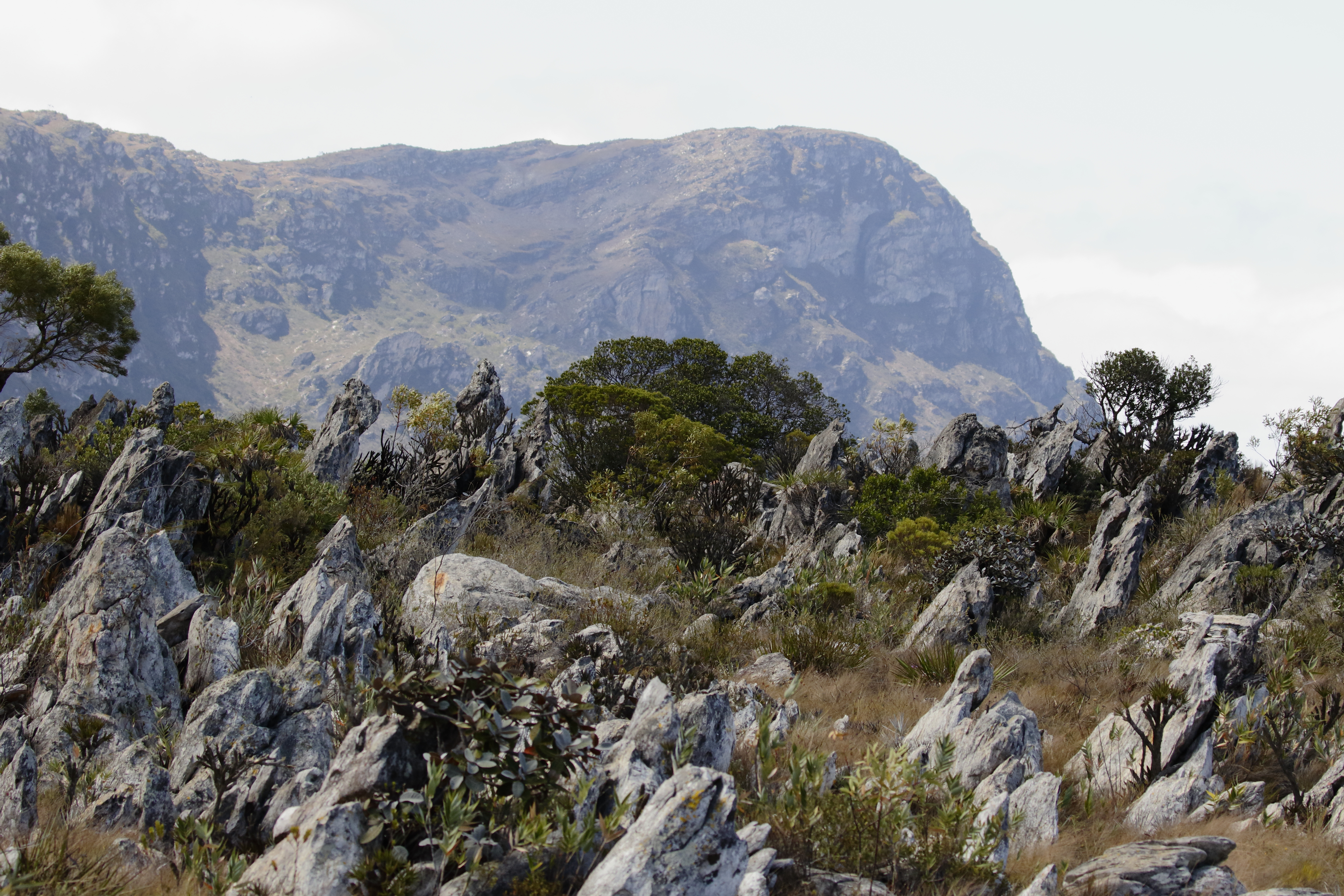
Campos Rupestres na Serra do Cipó em Santana do Riacho, Minas Gerais, Brasil

Espécie endêmica da Serra do Espinhaço, habitando locais com substrato rochoso e vegetação aberta em altitudes a partir de 1000m .
A Serra do Espinhaço compreende o estado de Minas Gerais e da Bahia, região de clima sazonal com estação chuvosa compreendida entre outubro e abril e a estação seca entre maio e setembro .

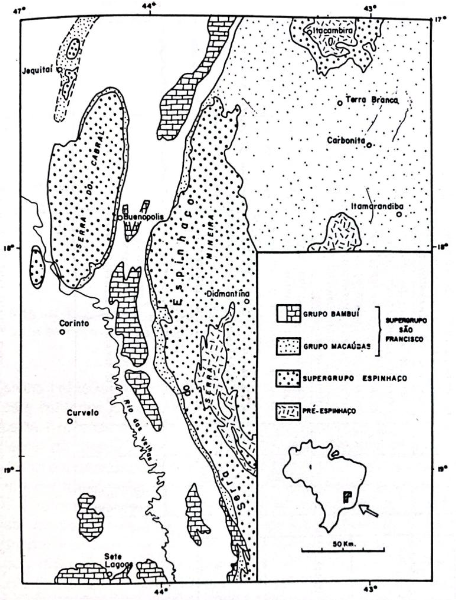
Mapa esquemático geológico da parte da serra meridional em MG feito por Pflug & Renger em 1973. O mapa dá uma ideia geral sobre a distribuição geológica da região.

Durante o período chuvoso, há uma queda de temperatura na região que influencia os lagartinhos-de-crista-do-espinhaço a diminuírem suas atividades durante o início da manhã e o final da tarde a fim de evitar a perda de calor . Um aumento da temperatura também pode restringir o tempo de atividade, principalmente se não houver fonte de resfriamento suficiente para a termorregulação corporal .
É um habitat com intensa pressão de predadores, portanto os E. nanuzae dependem de mecanismos defensivos para evitar a predação .

## Comportamento
A família Tropiduridae, ao qual pertence o lagartinho-de-crista-do-espinhaço, são heliotérmicos, portanto se expõe ao Sol para manter a temperatura corporal . São |forrageadores sedentários com larga distribuição na América do Sul  .
O Eurolophosaurus nanuzae é endêmico de uma região com vegetação rupestre e tem comportamento saxícola, ou seja, se desenvolve sobre ou entre rochas. Sua alimentação do lagartinho-de-crista-do-espinhaço é composta basicamente por cupins e formigas .
Em relação a reprodução, são ovíparos e fêmea geralmente produz dois ovos por ninhada. A atividade reprodutiva é maior na estação úmida, assim como o sucesso dos ovos, pois o habitat desses animais favorece o estresse por perda de água. A umidade do ar e solo é importante para evitar o ressecamento de embriões e filhotes  .
Além disso, o padrão em espécies de lagartos tropicais é obterem um aumento de reserva de gordura durante estações secas para utilizar essa energia armazenada na manutenção da atividade reprodutiva durante as estações úmidas . As fêmeas possuem maior massa corporal do que os machos durante o período reprodutivo, sendo que o tamanho corporal maior favorece uma ninhada com mais ovos, podendo chegar a três ovos em casos menos frequentes  .
A comunicação se dá principalmente através de sinais visuais, como flexões de cabeça e toque no substrato com a ponta do focinho . Essa espécie é mais agressiva quando se trata de indivíduos estranhos, desse modo, vizinhos coespecíficos recebem uma resposta menos agressivas do que intrusos. Se o indivíduo invasor possuir cauda, a agressividade é maior do que com aqueles que a perderam .
Para evitar a predação, seus principais comportamentos de defesa são evitar a detecção por outros animais e a autotomia caudal. Por serem forrageadores sedentários, apenas fogem e se escondem quando se sentem ameaçados, podendo se separar da cauda voluntariamente para escapar de predadores  . Com menos frequência, também podem apresentar a tanatose (fingir-se de morto) como mecanismo de defesa.